# Wikstroemia lanceolata
Wikstroemia lanceolata är en tibastväxtart som beskrevs av Elmer Drew Merrill. Wikstroemia lanceolata ingår i släktet Wikstroemia och familjen tibastväxter. Inga underarter finns listade i Catalogue of Life.